# Asilus marginellus
Asilus marginellus är en tvåvingeart som beskrevs av Franz Paula von Schrank 1803. Asilus marginellus ingår i släktet Asilus och familjen rovflugor.
Artens utbredningsområde är Tyskland. Inga underarter finns listade i Catalogue of Life.